# Jędrzychów (Polkowice)
Jędrzychów (deutsch: Groß Heinzendorf, bis 1908 Heinzendorf) ist ein Dorf in der Stadt- und Landgemeinde Polkowice (Polkwitz) im Powiat Polkowicki der Woiwodschaft Niederschlesien in Polen. Es liegt sechs Kilometer südlich von Polkowice.
Zu Jędrzychów gehören die Weiler Nowinki (Heinzenburg) und Włoszczów (Neuguth, Neuguth-Heinzenburg).

## Geographie
Nachbarorte sind Sobin (Herbersdorf) im Norden, Szklary Górne (Ober Gläsersdorf) im Osten, Szklary Dolne (Nieder Gläsersdorf) im Süden und Nowa Wieś Lubińska (Neudorf) im Westen. Die Kreisstadt Polkowice (Polkwitz) liegt etwa sechs Kilometer nördlich, Lubin (Lüben) zwölf Kilometer südöstlich.

## Geschichte
Die Heinzenburg wurde 1295 durch den Glogauer Herzog Heinrich III. erbaut. Im Jahr 1419 wurde sie durch die Hussiten und im Dreißigjährigen Krieg durch die Kaiserlichen und die Schwedische Armee endgültig zerstört.

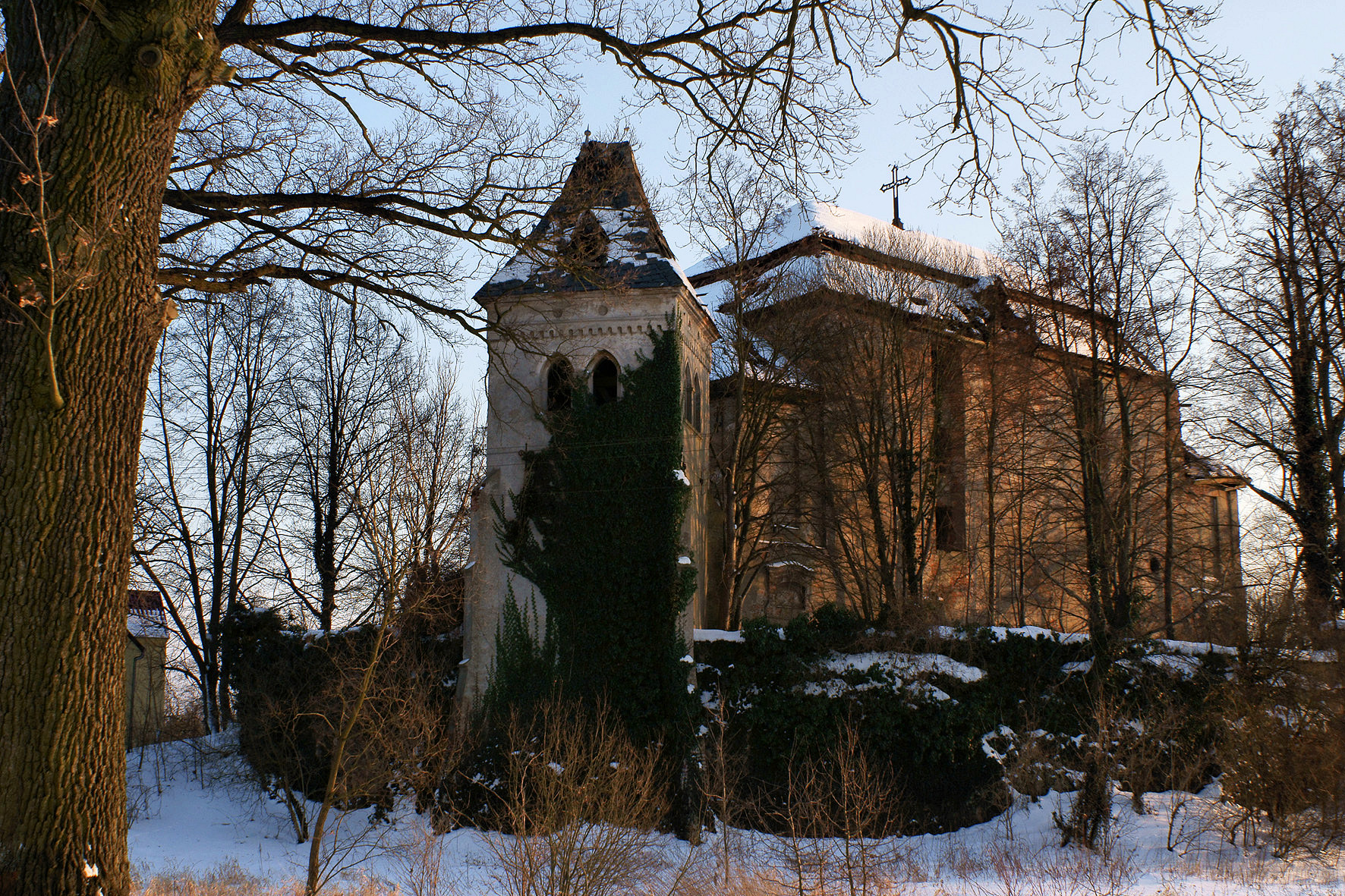
Ansicht von Kirche, Turm und Einfriedung (2010)

Die Ruine der Burg wurde Ende 1751 als evangelische Kirche eingeweiht und diente den Untertanen von Heinzenburg, Heinzendorf, Herbersdorf, Neudorf und Neuguth als Kirchengemeinde|Gemeindekirche. Sie erhielt 1881 einen an der Umfriedung stehenden Glockenturm. Gegen Ende des Zweiten Weltkrieges wurde die Kirche stark beschädigt und verfiel zunehmend.
Heinzendorf kam 1874 zum Amtsbezirk Neuguth. Die Landgemeinde Groß Heinzendorf wurde 1908 genannt. Der Gutsbezirk Heinzendorf wurde 1928 auf die Landgemeinden Herbersdorf und Neuguth aufgeteilt. Die Landgemeinde Groß Heinzendorf kam 1933 zum Amtsbezirk Heinzenburg. Am 1. April 1938 erfolgte die Eingliederung der Gemeinde Heinzenburg in die Gemeinde Groß Heinzendorf sowie die Umbenennung des Amtsbezirks Heinzenburg in Groß Heinzendorf.
Im Februar 1945 nahm die Rote Armee die Region ein und unterstellte sie in der Folge der Verwaltung der Volksrepublik Polen. Die einheimische Bevölkerung wurde – soweit sie nicht vorher geflohen war – vertrieben.
Das Gebiet der Gemeinde ist vom Kupferbergbau geprägt.

## Sehenswürdigkeiten und Baudenkmale

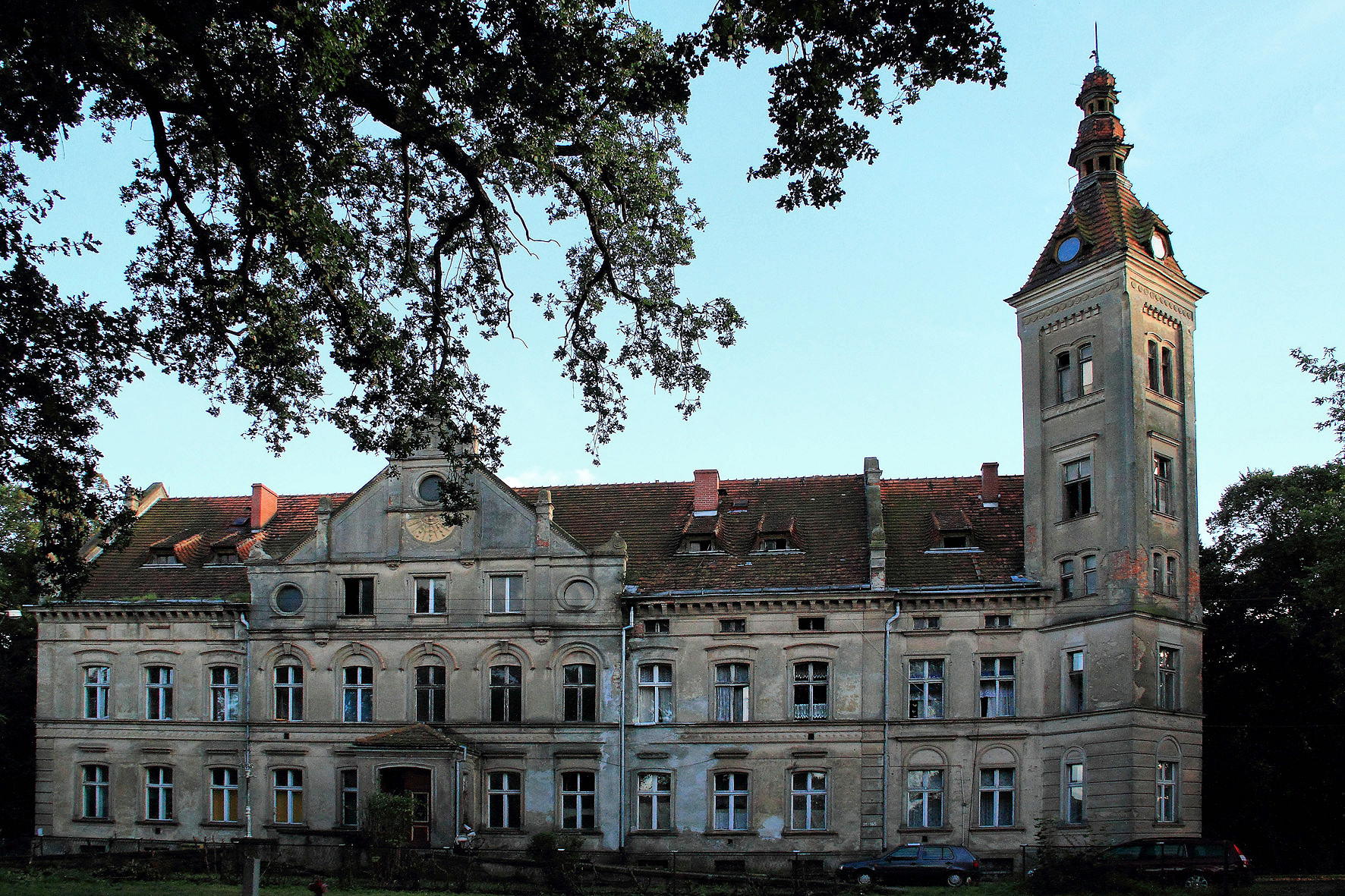
Schloss

Das Schloss in Jędrzychów ist nicht auf der nationalen Denkmalliste aufgeführt. In das nationale Denkmalregister der Woiwodschaft sind eingetragen:
- Kirche St. Bartholomäus (św. Bartłomieja), erbaut 1729–1736
- Ehemalige evangelische Kirche, Ruine, 1642 zerstörte Burg, im 15. Jh., 1756 und 1884 erbaut

## Bildung
Der Ort hat eine Grundschule mit Integrations- und Sonderzweig.

## Verkehr
Jędrzychów liegt an der Straße nach Pogorzeliska (Kriegheide), die in Lubków  (Lübenwalde) von der Schnellstraße S3 (E65) abzweigt.